# Ylimmäinen-Ölkky
Ylimmäinen-Ölkky är en sjö i kommunen Kuusamo i landskapet Norra Österbotten i Finland. Arean är 37 hektar och strandlinjen är 3,6 kilometer lång. Sjön  ingår i Kems huvudavrinningsområde.   Den ligger omkring 220 kilometer öster om Uleåborg och omkring 660 kilometer norr om Helsingfors. 